# Lethe dataensis
Lethe dataensis är en fjärilsart som beskrevs av Semper 1886. Lethe dataensis ingår i släktet Lethe och familjen praktfjärilar. Inga underarter finns listade i Catalogue of Life.